# Staufen-Höllengebirgs-Decke
Die voralpine Staufen-Höllengebirgs-Decke ist in den Nördlichen Kalkalpen die wichtigste tektonische Untereinheit des Tirolikums.

## Etymologie
Die Staufen-Höllengebirgs-Decke, manchmal auch nur separat als Staufen-Decke oder als Höllengebirgs-Decke bezeichnet, ist nach dem Gebirgsstock des 1782 Meter hohen Staufens und dem Höllengebirge benannt.

## Vorkommen

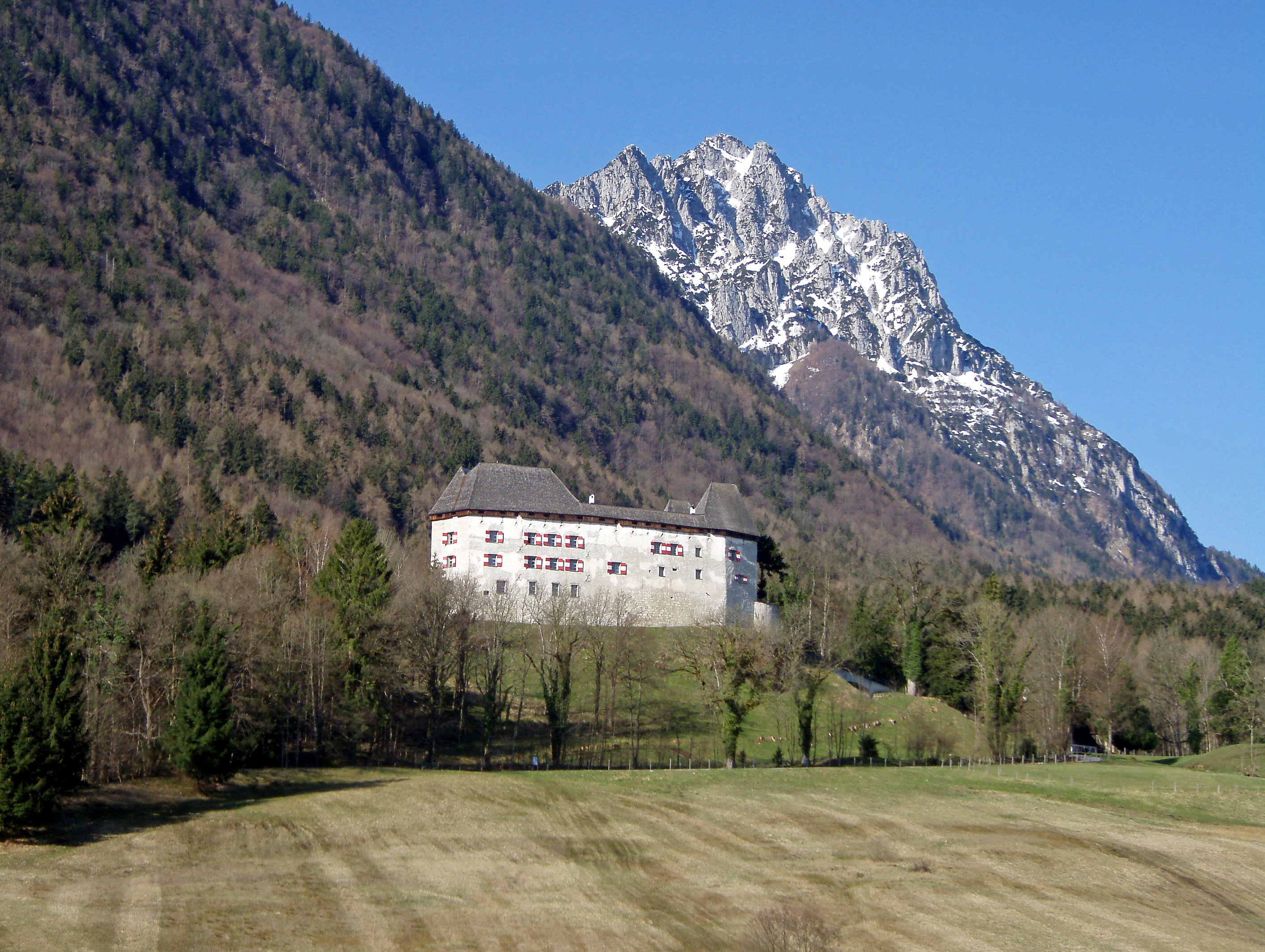
Der Nordabbruch des 1771 Meter hohen Hochstaufens über Schloss Staufeneck

Laut Spengler (1928) löst sich die Staufen-Höllengebirgs-Decke noch westlich des Inns in der Unnutz-Pendling-Antiklinale – einem Sattel aus Wettersteinkalk – von der Lechtal-Decke des Bajuvarikums. Gen Osten gewinnt sie zunehmend an Ausdehnung und greift nacheinander über nördliche Teile des Bajuvarikums, so dass sie bei Salzburg die gesamte Breite der Kalkalpen einnimmt.
Ihre nördliche Deckengrenze streicht östlich des Inns von Ebbs in nordöstlicher Richtung über Kössen bis an den Staufen östlich von Inzell, wo sie auf die Flyschzone stößt. Ihre Deckenstirn verläuft hinter Kössen als Wettersteinkalkzug über den Hochkienberg, den Nordabfall des Rauschbergs bei Ruhpolding bis hin zum Nordabfall des Staufens. Sie ist deutlich in Form einer steil stehenden Anpressungs- bis Überschiebungsfläche zu erkennen. Östlich von Salzburg grenzt die Staufen-Höllengebirgs-Decke bis zum Zug des Schobers und der Drachenwand direkt an den Flysch. Die Grenze zieht sodann vom Nordabfall der Drachenwand, wo darunter die bajuvarische Langbathscholle erscheint, in die Nordabfälle des Schafberges und des Höllengebirges. Hier wird die Langbathscholle erneut überschoben. Östlich vom Traunsee verläuft der Deckenordrand dann vom Nordabfall des Traunsteines längs des Flyschrandes bis zum Almtal, dann weiter über Windfangkogel (Nordabfall), Stoßberg, Kremsmauer (Nordabfall) und Sengsengebirge bis zum Krestenberg, wo die zur Staufen-Höllengebirgs-Schubmasse gehörigen Wettersteinkalke schließlich untertauchen.
Im Süden reicht die Staufen-Höllengebirgs-Decke zwischen Inn und Lammertal bis an den Südrand der Kalkalpen, der hier durch die Grauwackenzone markiert wird. Ab der Saalach ist dann bis zum Erreichen des Dachsteinmassivs noch die Werfener Schuppenzone dazwischengeschaltet, die ihrerseits ebenfalls noch zum Tirolikum gerechnet wird (Martiner Schuppenland bzw. Werfen-Sankt Martiner Schuppenzone mit Werfener Schichten). Die riesige Dachstein-Decke mit ihren beiden umrahmenden Hallstätter Decken überfährt darauf die Staufen-Höllengebirgs-Decke nordöstlich des Tennengebirges. Östlich der Dachstein-Decke wird der Deckensüdrand von der Totes-Gebirge-Decke gestellt, die in etwa der Linie Rettenbachtal – Offensee – Kasberg – Steyrling folgt. Die Totes-Gebirge-Decke wird aber oft nur als unselbständiger, da abgesenkter Teil der Staufen-Höllengebirgs-Decke angesehen.
Die Staufen-Höllengebirgs-Decke besitzt eine Ost-West-Erstreckung von rund 200 Kilometer. Sie misst an ihrer breitesten Stelle am Meridian von Ruhpolding etwa 35 Kilometer.

## Gebirgsgruppen und Berggipfel

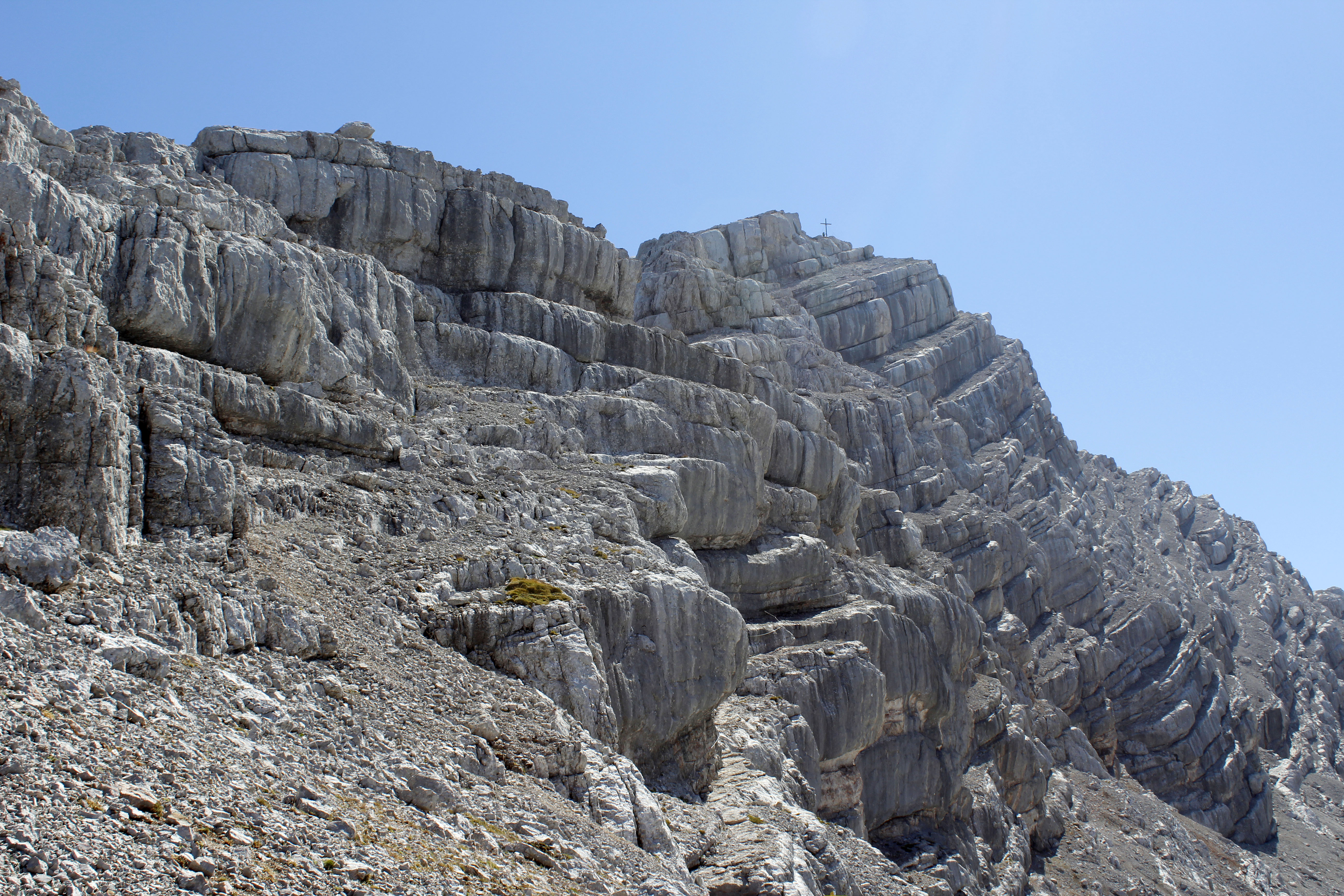
Gebankter Dachsteinkalk am Birnhorn (2634 m) in den Leoganger Steinbergen

Folgende Gebirgsgruppen bilden Teil der Staufen-Höllengebirgs-Decke (von West nach Ost): Wilder Kaiser, Zahmer Kaiser, Chiemgauer Alpen, Loferer Steinberge, Leoganger Steinberge, Hochkalter, Watzmann, Steinernes Meer, Hagengebirge, Hochkönig, Tennengebirge, Hoher Göll, Salzkammergutberge, Höllengebirge und Sengsengebirge.
Unter den zahlreichen Berggipfeln seien nur die markantesten herausgegriffen: Birnhorn (2634 m), Ebenseer Hochkogel (1591 m), Eibenberg (1598 m), Ellmauer Halt (2344 m), Erlakogel (1575 m), Feuerkogel (1592 m), Großer Hundstod (2594 m), Großes Ochsenhorn (2511 m), Großes Teufelshorn (2363 m), Hochkalter (2607 m), Hochkönig (2941 m), Hochsengs (1838 m), Hochstaufen (1771 m), Hörndlwand (1684 m), Hoher Göll (2522 m), Hoher Spielberg (1584 m), Leonsberg (1745 m), Maiereck (1647 m), Osterhorn (1748 m), Raucheck (2430 m), Rauschberg (1671 m), Schönfeldspitze (2653 m), Sonntagshorn (1961 m), Steinplatte (1869 m), Watzmann (2713 m) und Zwiesel (1781 m).

## Stratigraphie

### Schichtenfolge
Die Staufen-Höllengebirgsdecke zeigt folgende Schichtenfolge (vom Hangenden zum Liegenden), die aber nicht überall verwirklicht sein muss bzw. örtliche Abweichungen erfahren kann (mit Mächtigkeitsangaben soweit bekannt):
- Gosau-Gruppe – Coniacium bis Lutetium – bis 2.600 Meter
- Grabenwaldschichten – Unteres Aptium – 20 Meter
- Rossfeld-Formation – Valanginium bis Aptium – bis 600 Meter
- Anzenbachschichten – Valanginium bis Unteres Hauterivium – 10 Meter
- Schrambach-Formation – Berriasium bis Aptium – 120  bis 200 Meter
- Neokommergel – Beriasium bis Hauterivium – 120 bis 350 Meter
- Aptychenschichten – Tithonium
- Oberalm-Formation mit Barmsteinkalk und Plassenkalk – Kimmeridgium bis Berriasium – bis 1.000 Meter und bis 700 Meter
- Ruhpolding-Formation (30 bis 50 Meter), Strubberg-Formation (100 bis mehr als 200 Meter) und Tauglboden-Formation (150 bis 350 Meter) – Oxfordium bis Kimmeridgium
- Allgäu-Formation  (Fleckenmergel) – Hettangium bis Oxfordium – mehr als 100 Meter
- Hierlatzkalk – Unterer Lias bis Unterer Dogger (Pliensbachium) – mehr als 100 Meter
- Adnet-Formation und Enzesfelder Kalk (Bunte Liaskalke) – Lias  – wenige Zehnermeter und wenige Meter
- Rhätolias-Riffkalk – Oberes Rhätium bis Unterer Lias – wenige Zehnermeter
- Oberrhätkalk – Oberes Rhätium – 120 Meter
- Kössen-Formation – Rhätium – 100 bis über 200 Meter
- Plattenkalk – Oberes Norium bis Unteres Rhätium – bis 300 Meter
- Hauptdolomit und Dachsteinkalk (in Riff- und Bankfazies) – Norium – 300 bis 2.000 Meter[2]
- Raibler Schichten/Reingrabener Schiefer – Karnium – 300 Meter
- Wettersteindolomit/Partnach-Schichten und Reifling-Formation[3] – Ladinium – 500 bis 2.000 Meter
- Gutenstein-Formation – Anisium – 20 bis über 280 Meter[4]
- Reichenhall-Formation – Anisium – 110 bis 240 Meter
- Werfener Schichten – Skythium (Induium und Olenekium) – bis 150 Meter[5]
- Alpiner Buntsandstein – Skythium – 400 bis 500 Meter
- Präbichl-Formation/Hochfilzener Schichten – Oberes Perm – bis 500 Meter
- Gröden-Formation – Oberes Perm
- Haselgebirge – Perm

Die akkumulierten Mächtigkeiten werden eindeutig von den Karbonatplattformen des Wettersteinkalks und Dachsteinkalks beherrscht, die allein bis zu 4.000 Meter erreichen können. Die syntektonischen Gosausedimente können ebenfalls beeindruckende Mächtigkeiten vorweisen, welche aber auf kleinere Beckenbereiche beschränkt bleiben.

### Sedimentäre Entwicklung
Ausgehend vom Oberen Perm vor 270 Millionen Jahren war die kalkalpine Sedimentation der Staufen-Höllengebirgs-Decke auf dem passiven Kontinentalrand des südöstlichen Eurasiens erfolgt. In drei Phasen wurden auf dem Schelf bis zum Ende des Doggers vor rund 165 Millionen Jahren zuerst siliziklastische Sedimente, sodann neritische Flachwassersedimente einer Karbonatplattform und schließlich pelagische Tiefwasserkarbonate abgesetzt. Kurz vor Einsetzen des Malms begann die vierte Phase im Sedimentationsgeschehen, jetzt jedoch auf einem mittlerweile aktiven Kontinentalrand. Diese vierte Phase sah die Anfänge der Gleittektonik der Hallstätter Decken, es kam erstmals zur Deckenstapelung und im Vorfeld der eingleitenden Decken zu Flyschsedimentation. Bedingt durch fortschreitende Deckenstapelung bildeten sich ab dem Turonium/Coniacium vor 90 Millionen Jahren neue Sedimenttröge mit syntektonischer Gosausedimentation auf dem Rücken der Richtung Norden vordringenden Decken.

#### Passiver Kontinentalrand

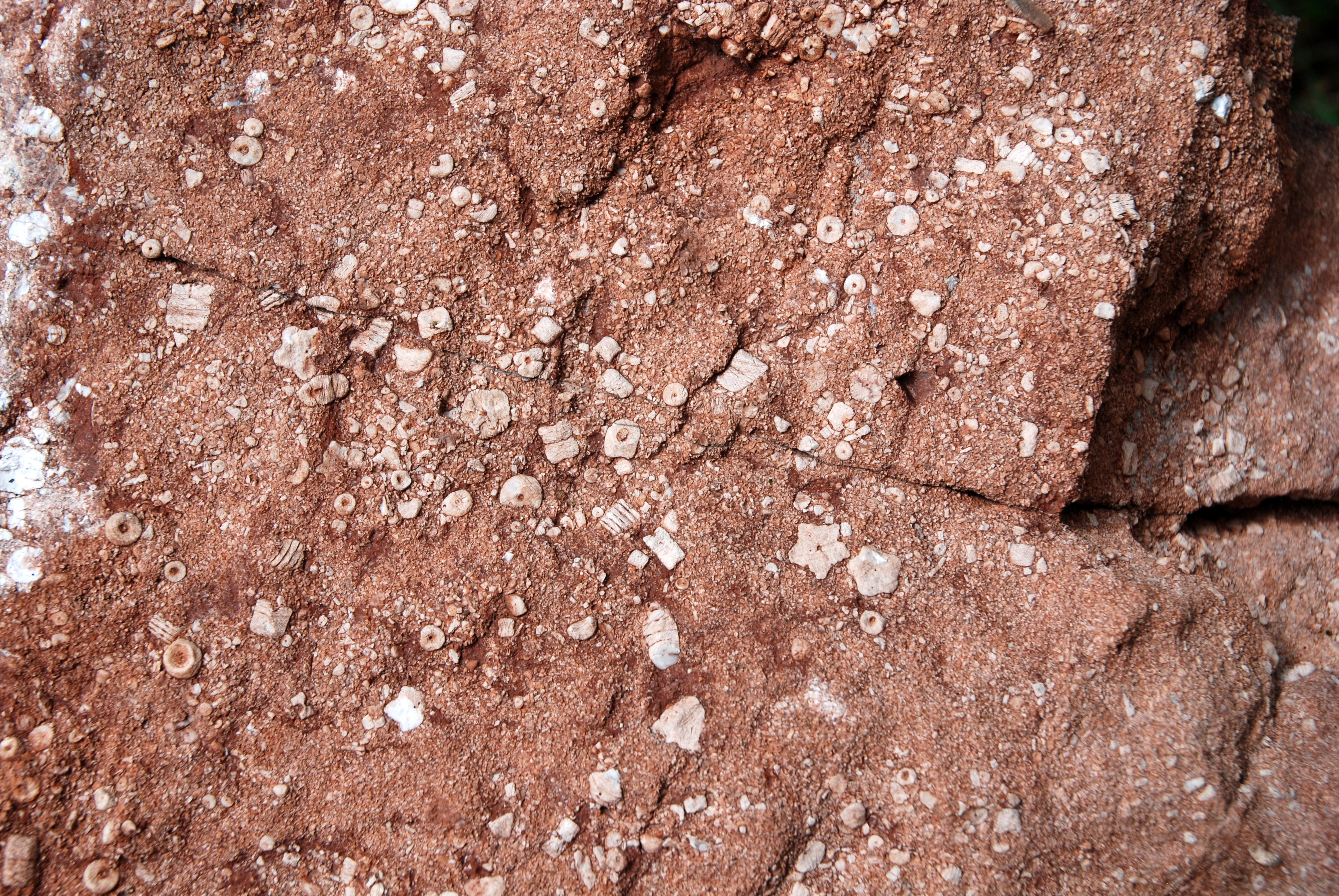
Hierlatzkalk mit Crinoiden von der Fludergrabenalm, Salzkammergut

Die kalkalpine Schichtenfolge beginnt mit grobklastischen terrestrisch/fluviatilen Sedimenten, die über variszisch deformierten, (alt-)paläozoischen Gesteinen der Grauwackenzone diskordant abgelagert wurden. Der transgressive Kontakt ist gelegentlich noch erkennbar, häufig aber durch die alpidische Deckentektonik überprägt. Während im Ostabschnitt der Kalkalpen für diese Gesteinsabfolge der Begriff Prebichl-Formation Verwendung findet, werden im Westabschnitt verschiedene Lokalbezeichnungen oder lithologisch beschreibende Begriffe verwendet. Zuletzt wurde der Begriff Gröden-Formation aus den Südalpen für den oberpermischen Anteil übernommen.
Die siliziklastischen Sedimente des Permoskyths waren auf einem unter Dehnung stehenden Kontinentalrand des langsam wieder zerbrechenden Pangäas abgesetzt worden. Es bildeten sich die Salze, Gipse und Tone des Haselgebirg-Salinars gefolgt von Schlammsedimentation mit Sandsteinen und Tonschiefern der Werfener Schichten und den Seichtwasserkarbonaten der Reichenhall-Formation.
Ab dem Anisium setzte die zweite Phase ein. Transgressionen, Subsidenz (= Absenkung des Untergrundes i. w. S.) und synsedimentäre Bruchtektonik schoben sich kontinuierlich von Südosten gegen Nordwesten vor. Der passive Kontinentalrand hatte sich jetzt soweit gedehnt, dass auf seiner Südostseite die Neotethys (Meliata-Vardar-Ozean) vordringen konnte. Abgelagert wurden Flachwassersedimente, vorwiegend mächtige Riffkalke und Dolomite, und es entstand die mitteltriassische Wetterstein-Karbonatplattform. In Intraplattformbecken sedimentierten derweil Partnach-Schichten und die Reifling-Formation. Nach einem Intermezzo mit Sandsteinen, Tonschiefern und Mergeln der terrigen beeinflussten Raibler Schichten im Karnium schritt in der Obertrias (Oberkarn bis Oberrhät) die Flachwassersedimentation fort und es wuchs die Dachsteinkalk-Karbonatplattform heran (weiter gen Norden entstand jedoch die Fazies Hauptdolomit mit Plattenkalk), versehen mit mächtigen Riffen und lagunären Dolomiten.
Die ab dem Jura vor rund 200 Millionen Jahren einsetzende dritte Phase sah das Ertrinken und langsame Zerbrechen der riesigen Karbonatplattform. Sie dauerte bis gegen Ende des Doggers vor 165 Millionen Jahren. Sedimentiert wurden relativ geringmächtige pelagische Rotkalke und Graukalke wie beispielsweise der Adneter Kalk oder die Allgäuschichten. Die Karbonatplattform war langsam in den Tiefwasserbereich eingesunken, da im Neotethys-Bereich erste Subduktionsbewegungen spürbar wurden, welche den Kontinentalrand dehnten und Richtung Ozean abgleiten ließen. Gleichzeitig riss im Nordwesten erstmals der Penninische Ozean ein und drang gegen Nordosten vor (mit Ozeanbodenbildung ab Dogger).

#### Aktiver Kontinentalrand

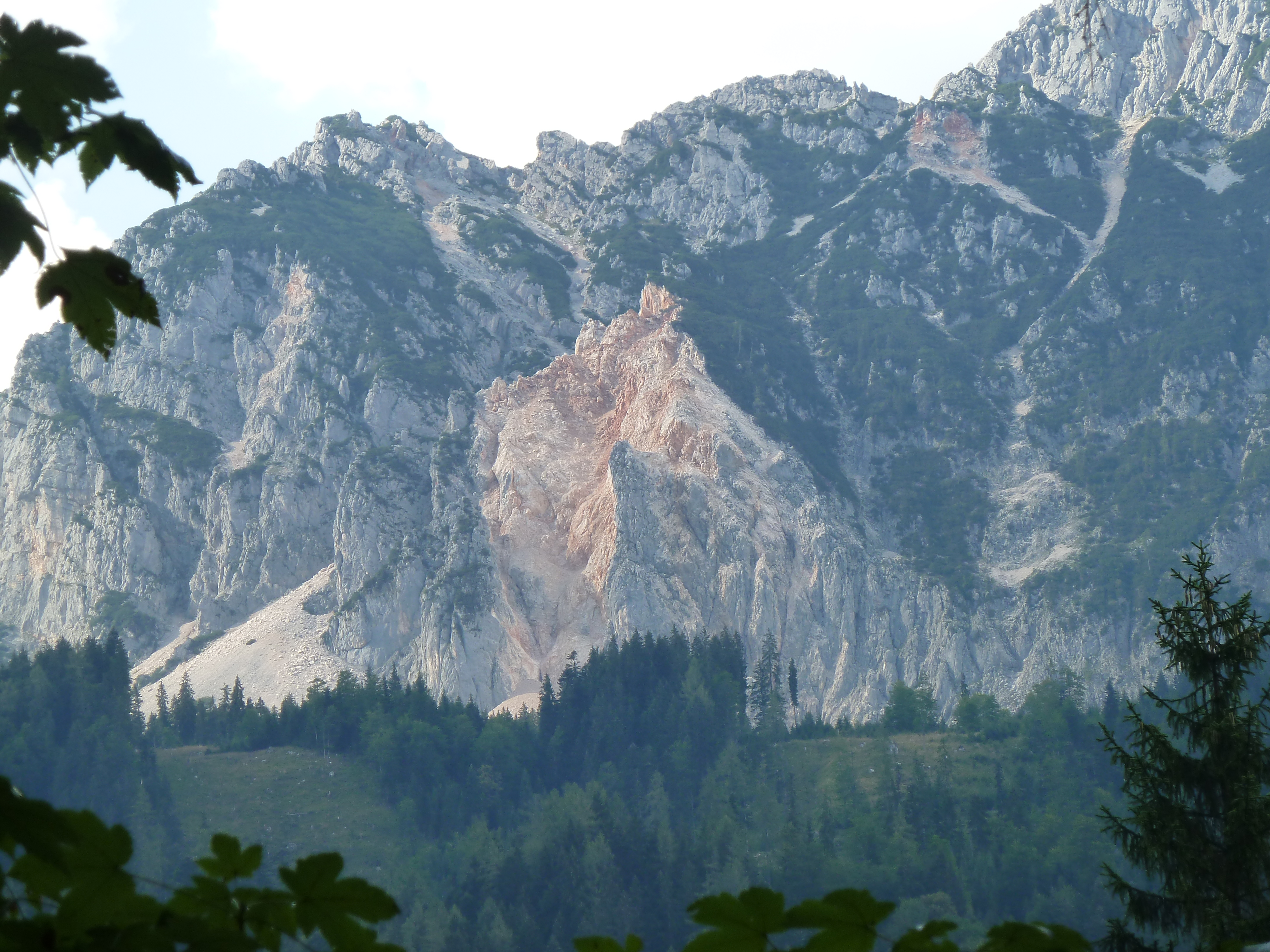
Der Bergsturz am Plassen lässt frischen Plassenkalk erkennen

Ab der Ruhpoldinger Wende im ausgehenden Callovium änderte sich das Sedimentationsgeschehen drastisch und es begann die vierte Phase der kalkalpinen Sedimentation, die jetzt auf einem aktiven Kontinentalrand ablief und bis ins Turonium überdauern sollte. Der Meliata-Ozean war inzwischen subduziert worden, so dass nun Decken aus dem Hallstätter Faziesbereich des Kontinentalhanges auf den mittlerweile entstandenen Mikrokontinent Alcapia aufglitten. Gleichzeitig kam es zu erstmaliger Subduktion des rückwärts gelegenen Penninischen Ozeans in Richtung Alcapia. Sedimentiert wurden im Tiefwasser Radiolarite der Ruhpolding-Formation und vom Deckenvorstoß ausgelöste Flyschsedimente wie die Tauglboden-Formation. Den restlichen Malm (Kimmeridgium und Tithonium) charakterisierten einerseits als Beckenkalke abgesetzte Tiefwasserkarbonate, andererseits über den Deckenstirnen gebildete Flachwassersedimente wie die Riffkalke des Plassenkalks. In der Unterkreide entstanden bei erneut fortschreitendem Deckenvorstoß Wildflysch-artige Sedimente mit Brekzien, Sandsteinen, Mergeln und Tonschiefern – die Rossfeld-Formation. Die Flyschsedimentation überdauerte bis in die tiefe Oberkreide.

#### Gosau-Becken
Die Gosau-Sedimentation initiierte einen neuen Sedimentations-Großzyklus mit Sandsteinen, Tonschiefern, Mergeln und Kalken. Sie setzte im ausgehenden Turonium vor rund 90 Millionen Jahren ein. Die Ablagerungen der Gosau liegen diskordant auf einem deformierten und gefalteten Untergrund und sedimentieren diesen ein. Kennzeichnend für die Zeit der Gosau ist eine hohe Mobilität der Sedimentationsräume im Bereich der Kalkalpen mit lokal sehr unterschiedlichen Senkungsraten und die Entstehung kleinräumiger Becken. Die weitere Einengung der Nördlichen Kalkalpen führte zu einer fortschreitenden Deckenstapelung, die bis in das Tertiär hinein anhalten sollte.
Der Staufen-Höllengebirgs-Decke lagern mehrere Gosau-Becken diskordant auf, so beispielsweise das im Umfeld des Kaiser-Gebirges gelegene Eiberger Becken (Eiberg-Gosau – mit Schichtenfolge vom Priabonium bis Aquitanium), das Becken von Kössen-Reit im Winkl (Oberwössen-Gosau, Coniacium bis Mittleres Eozän), von Bad Reichenhall-Salzburg (Coniacium bis Priabonium), vom Nordabhang des Gaisbergs, die Gosau im Strobler Weißenbachtal (Weißenbach-Gosau, Oberes Turonium bis Unteres Coniacium), die Gosau vom Nussensee (Oberes Turonium bis Maastrichtium), vereinzelte kleine Erosionsreste der Gosau-Gruppe im Gebiet des Wolfgangsees bei Sankt Gilgen und Sankt Wolfgang, nördlich von Bad Ischl im Brennetgraben (Oberes Turonium bis Santonium) und schließlich das Gosaubecken von Windischgarsten (Coniacium bis Santonium und Oberes Campanium bis Maastrichtium).

#### Tertiär und Quartär
Im frühen Tertiär (ausgehendes Eozän) wurde dann der gesamte, bereits mehrfach gefaltete und stark eingeengte Ablagerungsraum der Ostalpen an die europäische Platte angepresst. Die anhaltende weitere Einengung durch das gesamte Tertiär hindurch führte schließlich zu einem Ereignis, dessen Folgen das heutige Bild der Ostalpen und damit auch der Nördlichen Kalkalpen prägte – der Lateralen Extrusion, einer Kombination von gravitativem Kollaps und tektonischem Ausweichen.
Der Extrusionsvorgang lässt sich vereinfacht damit beschreiben, dass die Ostalpen zwischen zwei starren Blöcken eingespannt wurden: Eurasien im Nordwesten und die Südalpen im Südosten. Teile des Penninischen Ozeans und losgelöste, starre Krustenteile des ehemaligen Eurasiens wurden durch fortschreitende Subduktion unter die Ostalpen gezogen und folglich aufgeheizt (metamorphosiert), belegt durch die Tauern-Kristallisation. Die aufgeheizten Krustenblöcke stiegen aufgrund des thermischen Ausgleichs im Bereich der Ostalpen auf. Dabei glitten im Laufe des Tertiärs die Kalkalpen nach Norden in ihre heutige Position. Da im Osten, im Bereich des heutigen Pannonischen Beckens (Ungarische Tiefebene) noch aktive Subduktion stattfand, konnten Teile der Ostalpen einschließlich der Nördlichen Kalkalpen ab dem frühen Miozän an großen Seitenverschiebungen nach Osten in den durch die Subduktion freiwerdenden Raum ausweichen. Verbunden mit der Lateralen Extrusion ist die isostatische Heraushebung des Gebirges zu seiner heutigen Höhe, die ab dem Rupelium (Unteres Oligozän) vor 32 Millionen Jahren einsetzte.
Während der Eiszeiten und den damit verbundenen Vergletscherungen kam es zur heutigen morphologischen Ausbildung des Reliefs und weiterer Hebung. Das heutige Bild der Nördlichen Kalkalpen und damit auch der Staufen-Höllengebirgs-Decke ist somit das Ergebnis von geologischen Vorgängen der jüngsten Vergangenheit. Es scheint jedoch, dass im Quartär die tektonischen Bewegungen stark zurückgegangen bzw. weitgehend zum Stillstand gekommen sind.

## Tirolischer Bogen
Wie bereits eingangs angesprochen dringt die Staufen-Höllengebirgs-Decke im Zentralteil der Nördlichen Kalkalpen bis an den Nordrand vor und unterdrückt hierbei vollständig das Bajuvarikum. Dieses Vorspringen nach Norden wird als Tirolischer Bogen bezeichnet. Das weitgehende Fehlen des Bajuvarikums im Westflügel wird durch eine große sinistrale, Nordost-streichende Seitenverschiebung bewirkt, die als Innsbruck-Salzburg-Amstetten-Blattverschiebung (abgekürzt ISAM) beschrieben wurde. Der an ihr erfolgte linksseitige Seitenversatz wird auf insgesamt 45 Kilometer eingeschätzt.
Der Ostflügel des Tirolischen Bogens folgt östlich des Traunsees in etwa der Grünau-Windischgarstener-Störungszone bis zur Reiflinger Scholle südlich der Weyerer Bögen.

## Tektonik
Da die mächtigen, schlecht verformbaren Mitteltriasdolomite (Wettersteinkalk und Hauptdolomit) vom Schrägzuschnitt der Deckenbasis nicht betroffen waren, ist der Internbau der Staufen-Höllengebirgs-Decke im Abschnitt zwischen Inn und Trauntal vergleichsweise einfach und durch flachwellige Verbiegungen und Bruchtektonik charakterisiert. Auffälligstes Element ist eine Ost-streichende Mulde von Jura- und Unterkreide-Gesteinen, die vom Raum westlich Unken über das südliche Osterhorngebiet bis in den Raum von Bad Ischl reicht, dabei abschnittsweise aber durch tektonisch auflagernde Gesteine des Juvavischen Deckensystems verdeckt wird.
Flache Überschiebungen setzen erst östlich der Traun mit der bereits genannten Kasberg-Überschiebung ein. Eine mehrfache Teildeckenbildung wird erst im östlichen Oberösterreich und in Niederösterreich zum beherrschenden Baustil. Am Decken-Südrand ist zwischen Werfen und Ramsau am Dachstein ein als Werfener Schuppenzone benannter Bereich intensiver tektonischer Zerscherung ausgebildet, den Rossner (1972) als nordvergenten Tauchschuppenbau deutete. Die Einbeziehung von jurassischem Plassenkalk und oberkretazischen Gesteinen der Gosau-Gruppe in diesen Schuppenbau auf der Dachstein-Südseite spricht aber für eine Beteiligung südgerichteter Rücküberschiebungen.

### Deckenbasis
Die Deckenbasis der Staufen-Höllengebirgs-Decke ist nicht identisch mit dem Liegenden ihrer permomesozoischen Sedimenthülle, sondern weist einen schrägen Zuschnitt auf, der im Süden tief unterhalb des Permomesozoikums in paläozoischen Gesteinen der Grauwackenzone ansetzt und gegen Norden in das Niveau der untertriassischen Gesteine (Alpiner Buntsandstein, Werfen-Formation und Gutenstein-Formation) emporsteigt. Obwohl die Grenze zwischen den altpaläozoischen Gesteinen und den permomesozoischen Gesteinen der Staufen-Höllengebirgs-Decke jetzt generell an Überschiebungen, Störungen oder Abschiebungen gebunden zu sein scheint und als Produkt der mehrphasigen eoalpidischen und alpidischen tektonischen Ereignisse betrachtet werden kann, ist dennoch an etlichen Stellen, wie beispielsweise im Bereich nördlich des Wildseeloders oder westlich von Fieberbrunn, die primäre winkeldiskordante Überlagerung der altpaläozoischen Einheiten durch die Basisbrekzie der basalen Gröden-Formation erhalten geblieben (der Schrägzuschnitt wird erkennbar, wo Überschiebungsbahnen innerhalb des Tirolikums die älteren Anteile der Schichtfolge wieder an die Oberfläche bringen, so z. B. an der Kasberg-Überschiebung nördlich des Toten Gebirges). Das Geröllspektrum der Basisbrekzie mit Aufarbeitungsmaterial des unmittelbaren Untergrundes liefert einen weiteren unabhängigen Beweis für die Verwurzelung der Staufen-Höllengebirgsdecke im Paläozoikum.

### Auflagernde Decken

#### Kaisergebirge

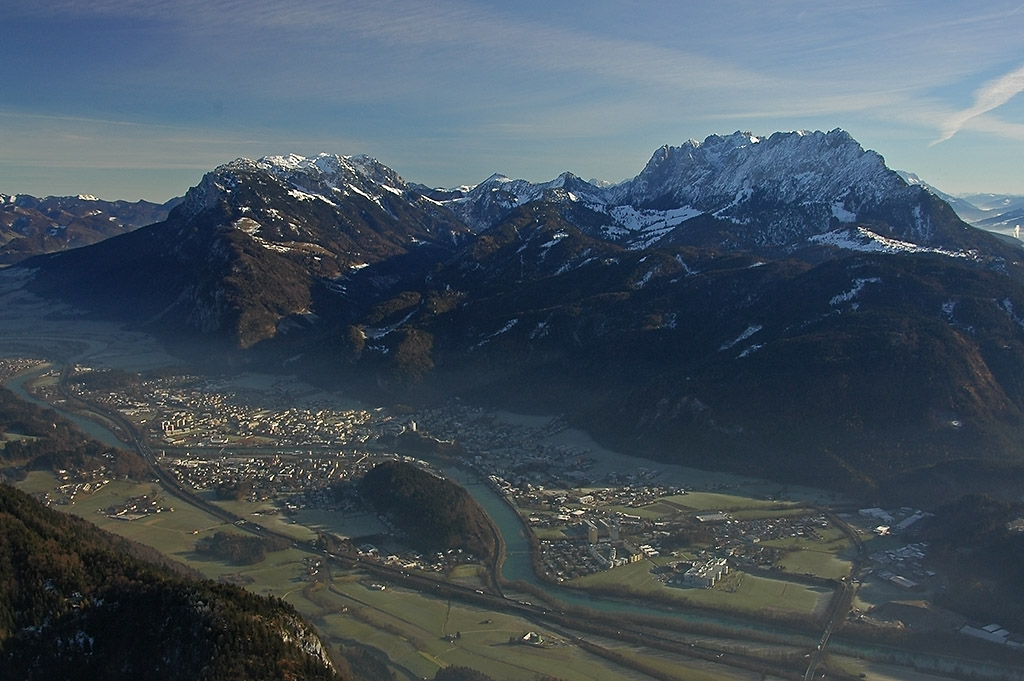
Zahmer und Wilder Kaiser von Westen, im Vordergrund das Inntal.

Die Stellung des Kaisergebirges im Westen ist nicht eindeutig geklärt. Da es vollständig von Störungen umgrenzt wird, liegt es nahe, das Massiv als eigene selbständige Decke oder Scholle (Kaisergebirgsdecke oder auch Kaisergebirgsscholle) anzusehen. Da das Kaisergebirge sowohl am Nord- als auch am Südrand aufgeschuppt ist, wird angenommen, dass es durch Nord-Süd-gerichtete Einengung aus der tirolischen Staufen-Höllengebirgsdecke während der Savischen Phase im Miozän muldenförmig emporgepresst wurde.

#### Berchtesgadener Schubmasse
Rund 30 Kilometer östlich erscheint die Berchtesgadener Schubmasse. Dieser mächtige allochthone Komplex schwimmt sozusagen auf der Staufen-Höllengebirgs-Decke. An seiner Basis liegen Gesteinsverbände in Hallstätter Fazies, welche die ihnen auflagernde Reiter-Alm-Decke fetzenweise umgürten. Im Norden der Schubmasse transgredieren Gosau-Schichten und Alttertiär im Becken von Reichenhall über den überschobenen Serien und deren tektonischen Untergrund. Die Platznahme der Schubmasse ist somit als vorgosauisch einzustufen. Die Schichtfolge der Reiter-Alm-Decke wird wie im südlichen Tirolikum aus der Dachstein-Fazies aufgebaut – mit charakteristischen Schichtgliedern wie Dachsteinkalk und Ramsaudolomit.

#### Dachsteinmasse
Wie bereits erwähnt erscheint im Süden des Salzkammerguts die riesige Dachsteinmasse. Wie auch die Berchtesgadener Schubmasse wird sie von Hallstätter Decken teilweise umsäumt. Entlang der Nordostseite können nördlich von Bad Goisern sogar zwei Hallstätter Deckensysteme ausgeschieden werden. Inwieweit diese Hallstätter Einheiten tatsächlich eigene unabhängige Deckensysteme darstellen, ist nach wie vor umstritten – und auch der Ursprungsort der Dachsteinmasse selbst wird immer noch diskutiert.

### Tektonische Fenster

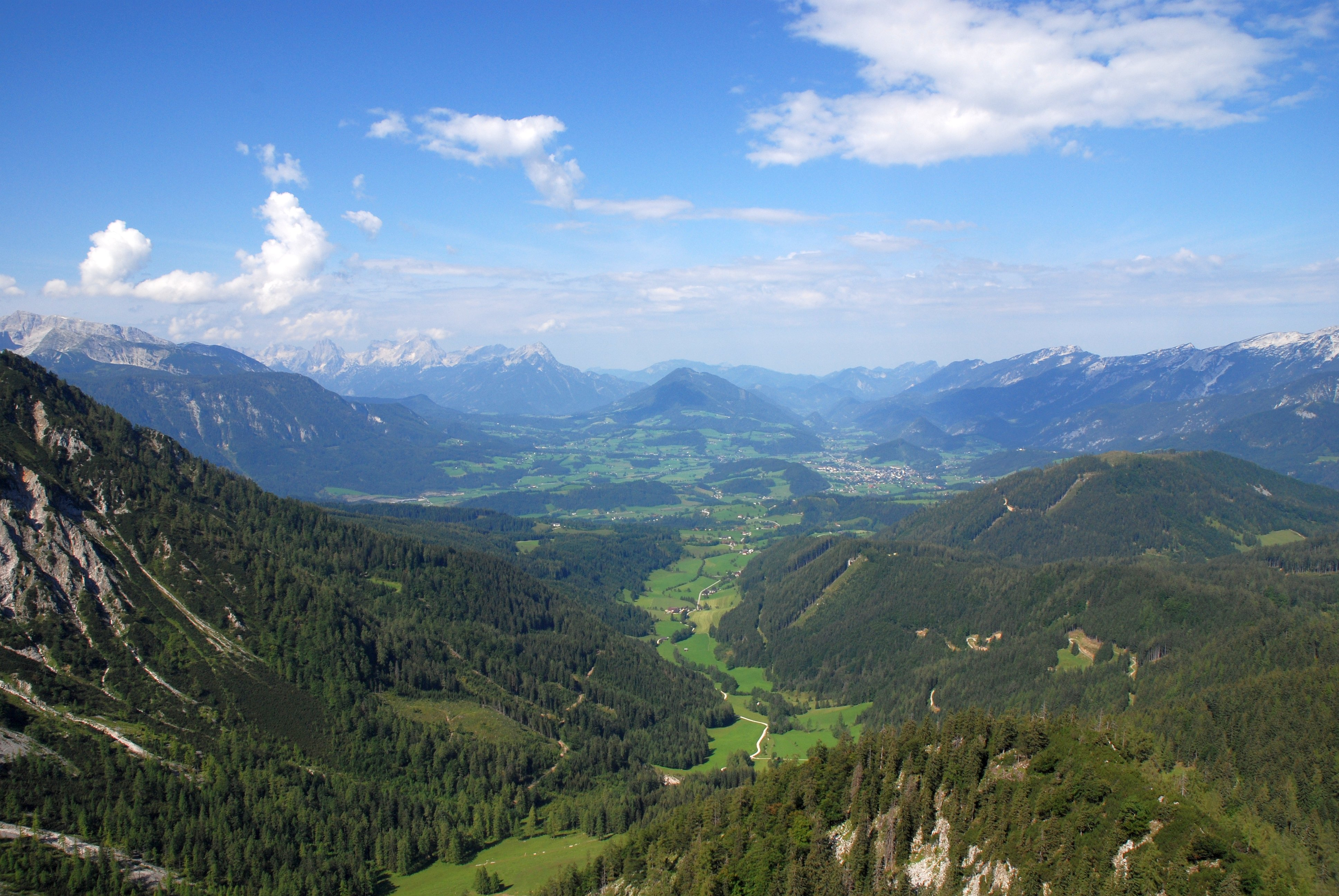
Das Windischgarstner Becken vom Mannsberg

Die Staufen-Höllengebirgsdecke beherbergt mehrere tektonische Fenster, die den tieferen Untergrund erkennen lassen – vorwiegend die Flyschzone, aber auch Bajuvarikum und Helvetikum. Die Allochthonie der Decke wird durch die Fenster somit eindeutig belegt. Beispiele sind das am Wolfgangsee gelegene Flyschfenster von  Sankt Gilgen und das Flyschfenster von Strobl, das Steyrling-Flysch-Fenster, das Flyschfenster von Windischgarsten und das Flysch-Halbfenster von Grünau.
Die beiden innerhalb der Staufen-Höllengebirgs-Decke liegenden Flyschfenster am Wolfgangsee (auch vereinheitlicht als Wolfgangseefenster bezeichnet) geben unterhalb der durch ruhigen Faltenbau und Hauptdolomitfazies gekennzeichneten Osterhornschuppe Einblick auf Bajuvarikum, das seinerseits von Flysch und Ultrahelvetikum unterlagert wird. Das Flyschfenster von Strobl ist eine Nordnordost-vergente Antiklinale des tieferen Untergrundes. Es wird an seinem Südostende von der Sparber-Schuppe überfahren, die dann ihrerseits von der Gamsfeld-Masse der Dachsteindecke von Südosten überwältigt wird. Beide Flyschfenster folgen der Ostsüdost-Richtung der rechtshändigen Wolfgangsee-Störung. Gleichzeitig erfolgt in ihrer unmittelbaren Nachbarschaft der tektonische Übergang von der Osterhornschuppe zur Schafbergschuppe, die zur eigentlichen Höllengebirgsdecke überleitet (die eine weite, Südost-streichende Antiklinalstruktur bildende Osterhornschuppe überschiebt die Schafbergschuppe nach Nordost, der Schuppenkontakt verläuft nach Südost).
Am Halbfenster von Grünau greift Flysch des Vorlandes wurmförmig gen Südosten in die Höllengebirgsdecke hinein. In südöstlicher Verlängerung entlang der Grünau-Windischgarstener-Störungszone erscheint nördlich von Steyrling das gleichnamige, nur sehr kleine Flyschfenster innerhalb der Höllengebirgs-Decke. Derselben Störungsrichtung folgend wird schließlich bei Windischgarsten am Südrand der Höllengebirgs-Decke (gegenüber der auflagernden hochtirolischen Warscheneck-Decke) das rund 5 Kilometer lange Flyschfenster von Windischgarsten angetroffen. Auch hier tritt Flysch an die Oberfläche, zirka 25 Kilometer südlich des Kalkalpen-Nordrandes und nur 15 Kilometer nördlich der Grauwackenzone ! Das Flyschfenster befindet sich hier außerdem inmitten eines sehr großen Gosau-Vorkommens.

## Geodynamik
Innerhalb des Ostalpins manifestierten sich Verkürzungen, die im Zusammenhang mit einer intrakontinentalen Subduktionszone standen, erstmals in der Unterkreide. Die Subduktionszone setzte hierbei sehr wahrscheinlich an der bereits im Oberjura angelegten Zone transpressiver Bewegungen an. Die entstandene eoalpidische Sutur trennte das als Oberplatte fungierende heutige Südalpin in Verbund mit dem Drauzug-Gurktal-Deckensystem und dem Ötztal-Bundschuh-Deckensystem vom darunter abtauchenden Ostalpin als Unterplatte. Unmittelbar nördlich der Sutur lagen die tirolische Staufen-Höllengebirgs-Decke mit Juvavikum im Hangenden, die unterlagernde Grauwacken-Decke und das Koralpe-Wölz-Deckensystem mit Unterkruste und lithosphärischen Mantel.
Im Zuge der anfänglichen Verkürzung wurden die frontalen Teile der Oberplatte deformiert und von der Unterplatte wurde ein erster eoalpidischer Orogenkeil abgeschert. Dieser Orogenkeil setzte an der Suturzone in einigen Kilometern Tiefe innerhalb paläozoischer Grauwackengesteine an und hob gegen Nordwesten aus. Der Keil wurde in Nordwest-Richtung zunächst auf externere Teile des Tirolikums und in weiterer Folge auf das zukünftige Bajuvarikum überschoben.
An der Stirn der in Richtung Nordwest wandernden Decken bildeten sich Akkumulationsräume, in die grobklastisches Material geschüttet wurde, während weiter im Rücken der aktiven Deformationszone nach wie vor feinkörnige, mergelige Sedimente zur Ablagerung kamen. Die restliche Lithosphäre der nördlichen Unterplatte war hingegen weiterhin nach Südosten am Abtauchen. Durch den fortdauernden Subduktionsprozess verlagerte sich die Orogenfront immer weiter gegen Nordwesten und immer mehr Kruste wurde in den Orogenkeil hineingezogen. Der Zeitpunkt ist nicht genau bekannt, ab wann die Subduktionszone an den Kontinentalrand des Ostalpins übergewechselt und somit erstmals ozeanische Lithosphäre des Penninikums in die Subduktionszone abgesunken war. Die Umgestaltung des Kontinentalrandes dürfte aber bereits ab der obersten Unterkreide im Albium vor zirka 105 Millionen Jahren stattgefunden haben, ein tatsächliches Umspringen der Subduktion unter Bildung eines neuen Akkretionskeiles war möglicherweise erst ab dem Beginn der Oberkreide vor rund 100 Millionen Jahren im Cenomanium erfolgt.
Syntektonische Sedimente, die mit der unterkretazischen Deckenbildung innerhalb des Ostalpins in Zusammenhang stehen, sind beispielsweise die Rossfeld- und die Losenstein-Formation. Es handelt sich jeweils um mächtige Abfolgen aus Konglomeraten, Sandsteinen und Mergeln. Die Rossfeld-Formation stammt aus der mittleren Unterkreide und ist beispielsweise im Tennengau weit verbreitet. Die Losenstein-Formation wurde in der oberen Unterkreide abgelagert und tritt im Flachgau im Stirnbereich der Nördlichen Kalkalpen auf.

## Alter
Die Staufen-Höllengebirgsdecke wurde zu Beginn der Eoalpidischen Gebirgsbildung in der frühen Unterkreide (vor zirka 135 Millionen Jahren im Hauterivium) von ihrem paläozoischen Untergrund abgeschert.